# Дружбицкий, Каспар
Каспар Дружбицкий (или Каспер, или Гаспар Дружбиций) (пол. Kasper Drużbicki; 6 января 1590, Дружбице — 2 апреля 1662, Познань) — польский католический священник, иезуит, проповедник, ректор духовной школы, педагог, духовный писатель

, мистик. Автор многих богословских сочинений и проповедей.

## Биография
Шляхтич герба Наленч. В августе 1609 года в Кракове вступил в орден иезуитов. В 1621 году был рукоположён в священники в Познани. Занимал важные посты в ордене, в том числе был польским провинциалом (1629—1633, 1650—1653), ректором иезуитской семинарии в Кракове (1626—1629, 1641—1644), ректором иезуитского колледжа в Калише (1633—1634), инструктором в Ярославе (1634—1636), ректором в Остроге (1638—1641) и Познани (1644—1647, 1657—1662).
Кроме того, был преподавателем риторики и поэтики в иезуитских коллегиях во Львове и Люблине. Глубоко образованный, свободно владеющий Библией. Изучал надрейнскую мистику.
Инициировал Праздник Святейшего Сердца Иисуса, став в Европе предшественником почитания культа Святейшего Сердца Иисуса Христа задолго до явлений св. Маргариты Мария Алакок. Прозаик эпохи барокко.

## Избранные сочинения
- «Deklaracya memoryału procesu akademii Krakowskiej» (1632)
- «Droga doskonałości chrześcyańskiej» (1665)
- «Przemysły zysku duchownego» (1617)
- «In dominicas considerationes» (1679)
- «In festa considerationes» (1680)
- «Opera ascetica» (1686—1691)
- «Dyscypliny duszne» (1691).